# Attalea piassabossu
Attalea piassabossu là loài thực vật có hoa thuộc họ Arecaceae. Loài này được Bondar mô tả khoa học đầu tiên năm 1942.